# James West
James West var den anden fuldtidssekretær i fodboldklubben Newton Heath/Manchester United (Begrebet manager blev første gang brugt i USA i 1914). Han var sekretær for klubben fra 1900 til 1903. Han var derudover i Lincoln City fra 1897 til 1900.